# Filiación divina
Según la Iglesia católica, la filiación divina consiste en la relación del hombre con Dios, en cuanto que de Él procede como primer principio y a Él se asemeja. Se trata de una característica frecuente en diversas religiones, como es el invocar a Dios como Padre. Para el Magisterio católico, esta vinculación se adquiere al recibir la gracia santificante.
Es un concepto de carácter religioso. En el caso del Mesias está relacionado con la unión afectiva con Dios y la perfección moral.